# Devotion (Beach House)
Devotion è il secondo album discografico del gruppo musicale statunitense Beach House, pubblicato nel 2008.

## Tracce
1. Wedding Bell – 3:55
2. You Came to Me – 4:05
3. Gila – 4:46
4. Turtle Island – 4:00
5. Holy Dances – 4:19
6. All the Years – 3:36
7. Heart of Chambers – 4:25
8. Some Things Last a Long Time – 2:32
9. Astronaut – 5:05
10. D.A.R.L.I.N.G. – 3:18
11. Home Again – 4:09

## Formazione
- Alex Scally - chitarra, organo, drum machine
- Victoria Legrand - voce, organo, tastiera